# كلية العلوم القانونية والاقتصادية والاجتماعية (مراكش)
كلية العلوم القانونية والاقتصادية والاجتماعية تأسست بمراكش سنة 1979، وهي تابعة إلى جامعة القاضي عياض بمراكش. تقدم الكلية برامج في تكوين الأطر في مجالات القانون والاقتصاد والتسيير، وتُعنى بتطوير البحث العلمي من خلال تنظيم ندوات ومؤتمرات وطنية ودولية. تستقبل سنوياً أكثر من 10,000 طالب من المغرب وخارجه، وتُمنح فيها شهادات الإجازة، والماستر، والدكتوراه. كما تربطها اتفاقيات شراكة مع أكثر من عشرين جامعة أجنبية، تُتيح تبادلات أكاديمية وثقافية.

## الإحصائيات والموارد البشرية
بلغ عدد الطلبة المسجلين خلال الموسم الجامعي 2020/2021 أكثر من 44,588 طالبًا، موزعين بنسبة %52 للذكور و 48% للإناث، أما فيما يتعلق بالتخرج سجلت الكلية 4,287 خريجًا في الموسم الجامعي 2019/2020، ليصل إجمالي عدد الخريجين منذ عام 2016 إلى 14,814 خريجًا. على صعيد الموارد البشرية، تضم الكلية 192 أستاذا باحثًا و 69 موظفًا إداريا.

## موقع الكلية:
https://fsjes.uca.ma/portrait/